# Alan Clark
Alan Clark (Great Lumley, Country Durham, Engleska, 5. ožujka 1952.) je engleski glazbenik koji je bio klavijaturist britanskog rock sastava Dire Straits. Sastavu se pridružio 1980. i bio njegov član do prestanka rada sastava (1995.).
Sudjelovao je i u projektima drugih poznatih glazbenika, što kao studijski glazbenik, tako i kao koncertni glazbenik.

## Vanjske poveznice
|  | Zajednički poslužitelj ima još gradiva o temi Alan Clark |

- Službena stranica (engl.)